# Hérouvillette
Hérouvillette település Franciaországban, Calvados megyében. Lakosainak száma 1353 fő (2022. január 1.). Hérouvillette Bréville-les-Monts, Colombelles, Escoville és Ranville községekkel határos.

## Népesség
A település népességének változása:
| Lakosok száma | 810  | 765  | 1190 | 1103 | 1160 | 1178 | 1275 | 1345 | 1349 | 1353 |
|               | 1968 | 1982 | 1990 | 2006 | 2013 | 2015 | 2017 | 2019 | 2020 | 2022 |